# Fort Brescou

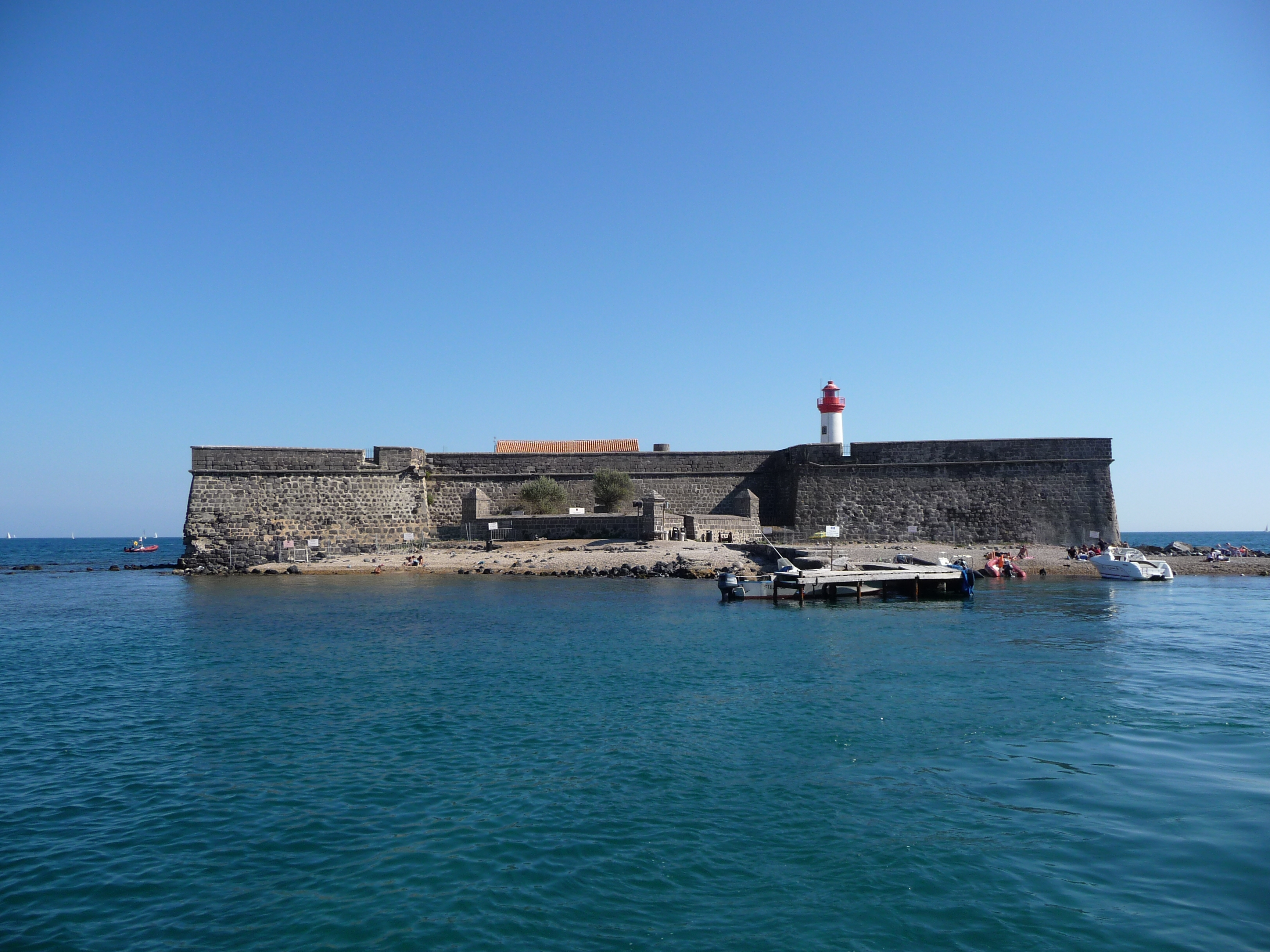

Plattegrond van het eiland, situatie in 1790

Fort (de) Brescou is een militaire versterking gebouwd vanaf de 16e eeuw op een rotseiland voor de kust van Agde en Cap d'Agde.

## Ligging
Het eiland Île de Brescou ligt voor de kust van waar sinds de jaren 1970 de badplaats Cap d'Agde is opgetrokken. Het bestaat uit lavarots die ongeveer 740.000 jaar geleden is gestold. Het eiland lag strategisch om de ingang van de haven van Agde te bewaken.

## Geschiedenis
Het fort werd gebouwd in opdracht van burggraaf de Joyeuse tussen 1586 en 1610. Er kon een garnizoen van zestig man in gelegerd worden. Het eerste fort werd afgebroken in 1632 op bevel van koning Lodewijk XIII van Frankrijk. Kardinaal de Richelieu maakte plannen om het eiland via een pier te verbinden met het vasteland om zo de haven van Agde verder uit te bouwen. Maar bij zijn dood in 1642 waren deze plannen nog maar deels gerealiseerd en ze werden definitief opgeborgen in 1652. In 1680 werd begonnen met de heropbouw en het fort werd nog vergroot. Samen met de torens Tour du Pioch en Tour du Castellas op het vasteland deed het in de 18e eeuw dienst als verdediging tegen een mogelijke Britse invasie. Het deed van de 18e eeuw tot het midden van de 19e eeuw ook dienst als staatsgevangenis.

## Vuurtorens
Al bij de bouw van het eerste fort in de 16e eeuw was een vuurtoren voorzien. Deze eerste vuurtoren maakte gebruik van een open vuur om de schepen te leiden. In 1836 werd een moderne vuurtoren van 12 m hoog gebouwd. Het licht bevindt zich op 22 meter boven het zeeniveau en heeft een bereik van 13 zeemijl. De toren werd geautomatiseerd in 1989.

## Afbeeldingen

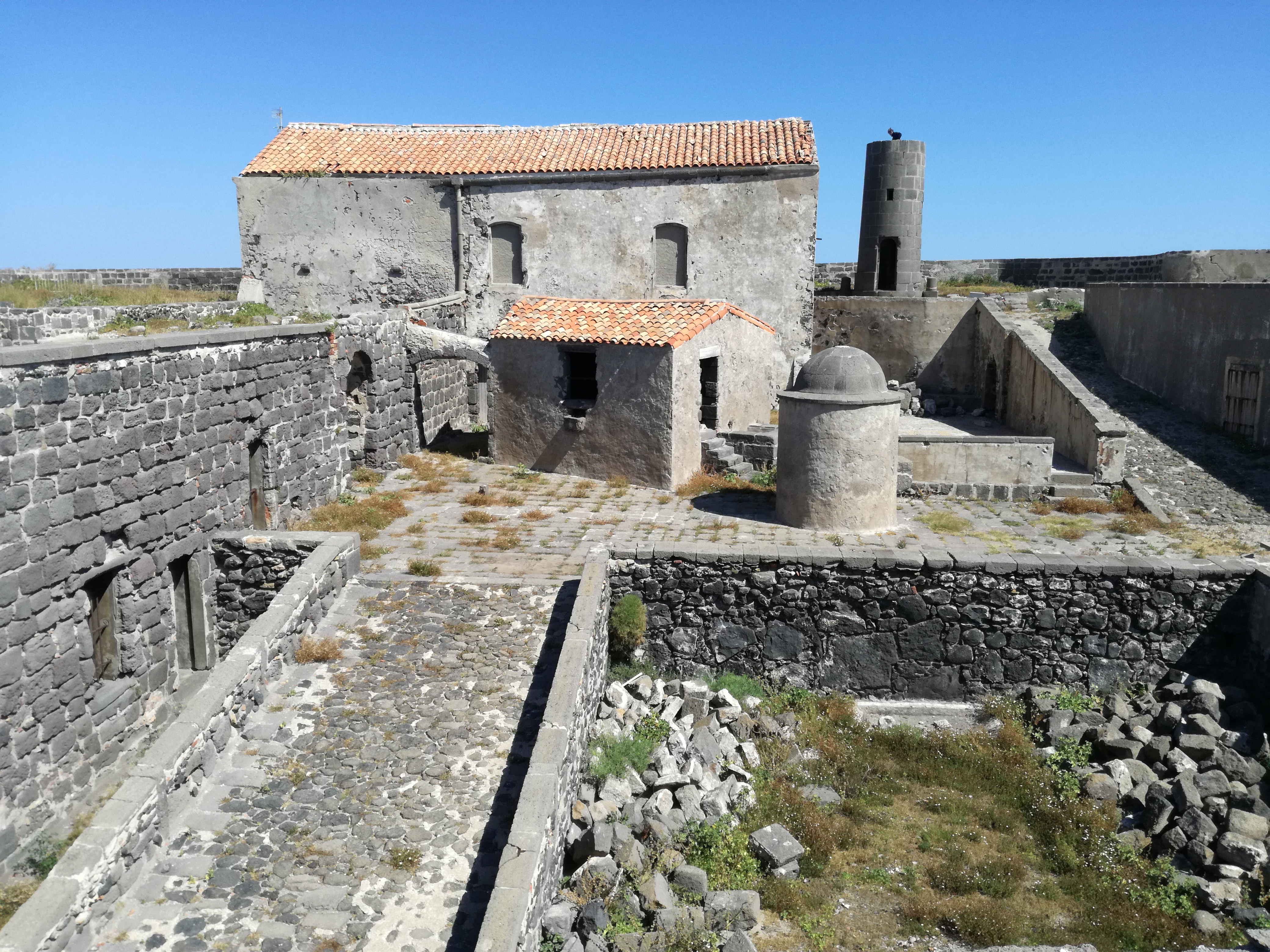
Fort Bescou
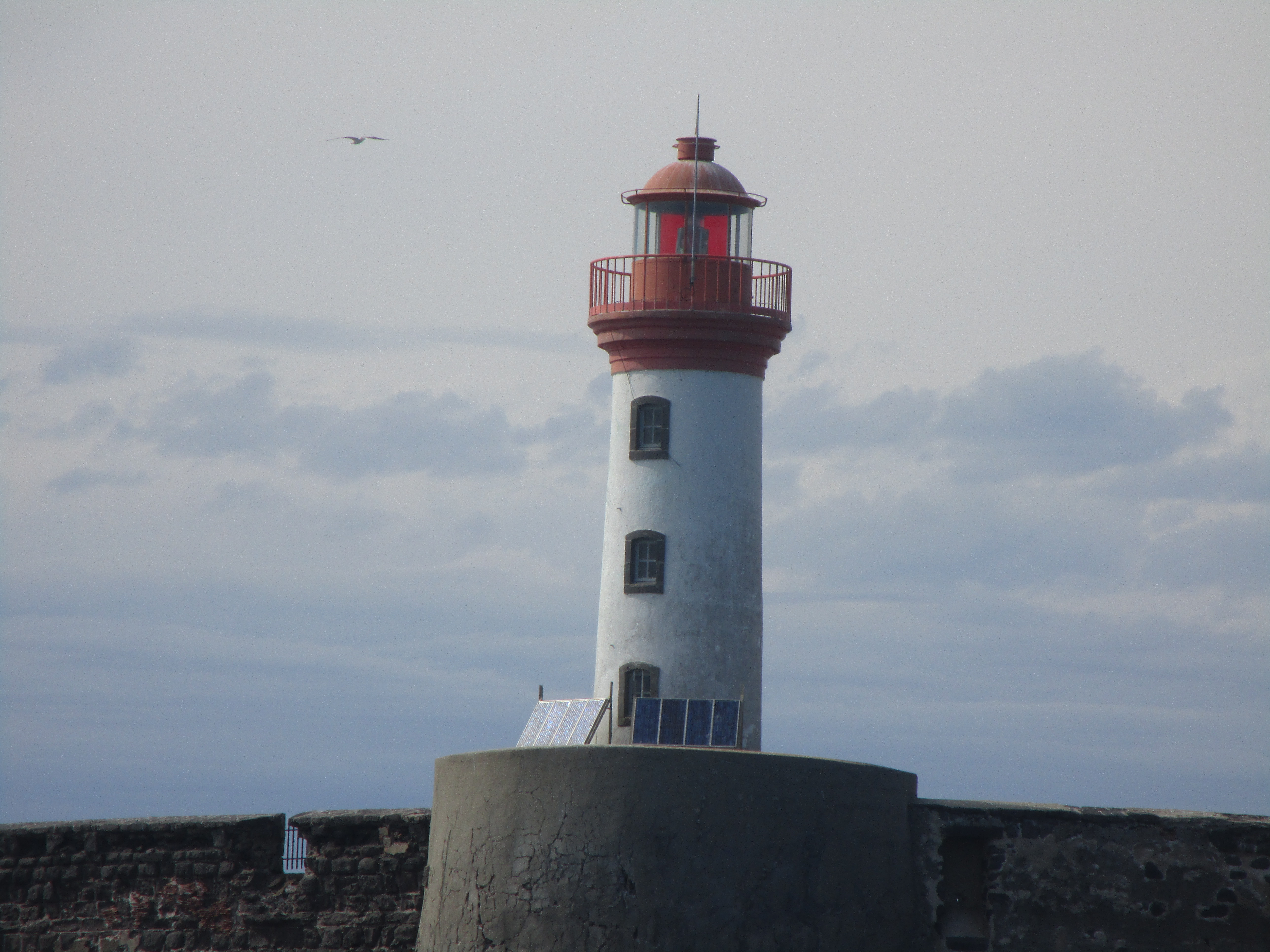
Nieuwe vuurtoren
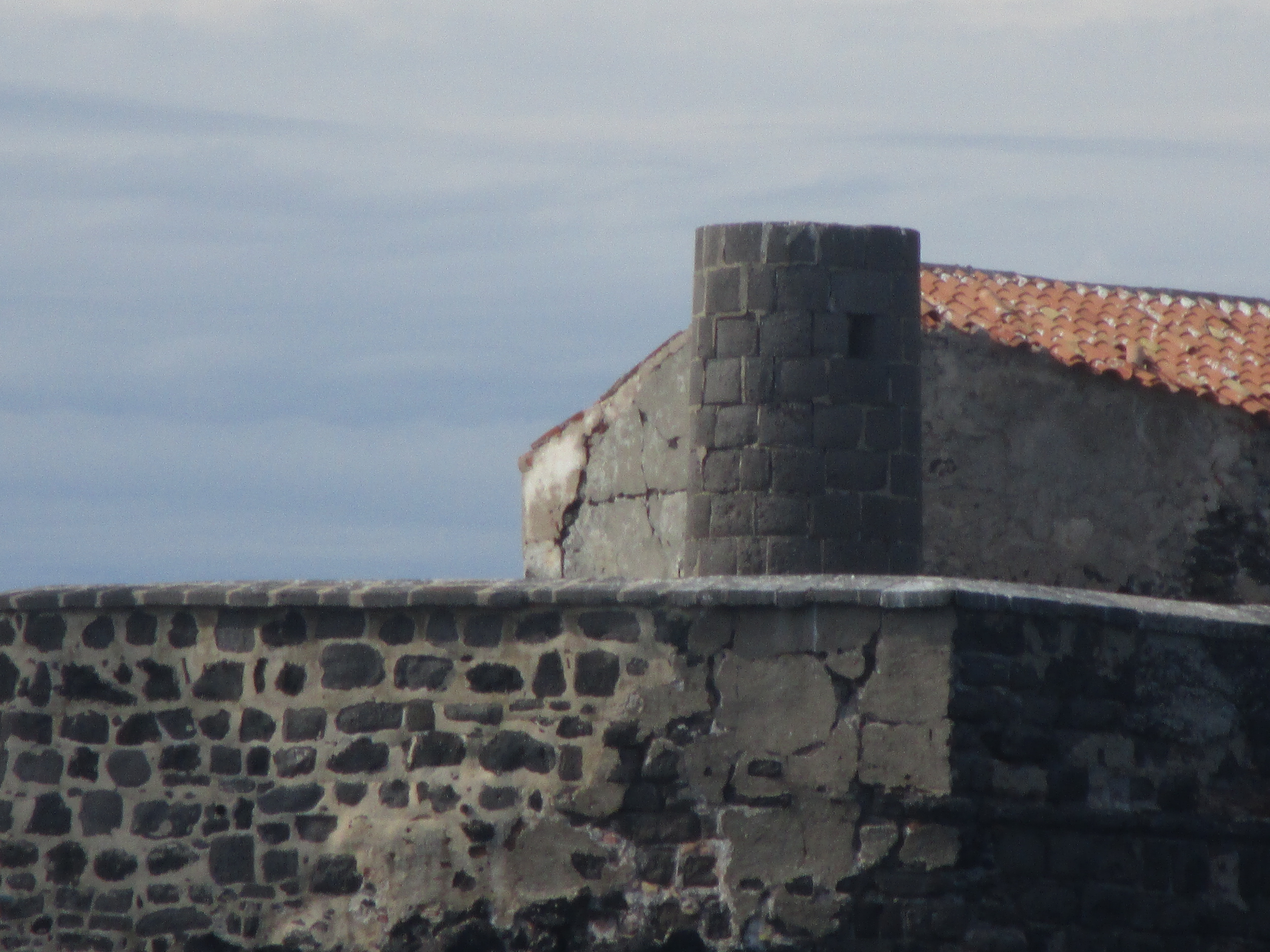
Oude vuurtoren
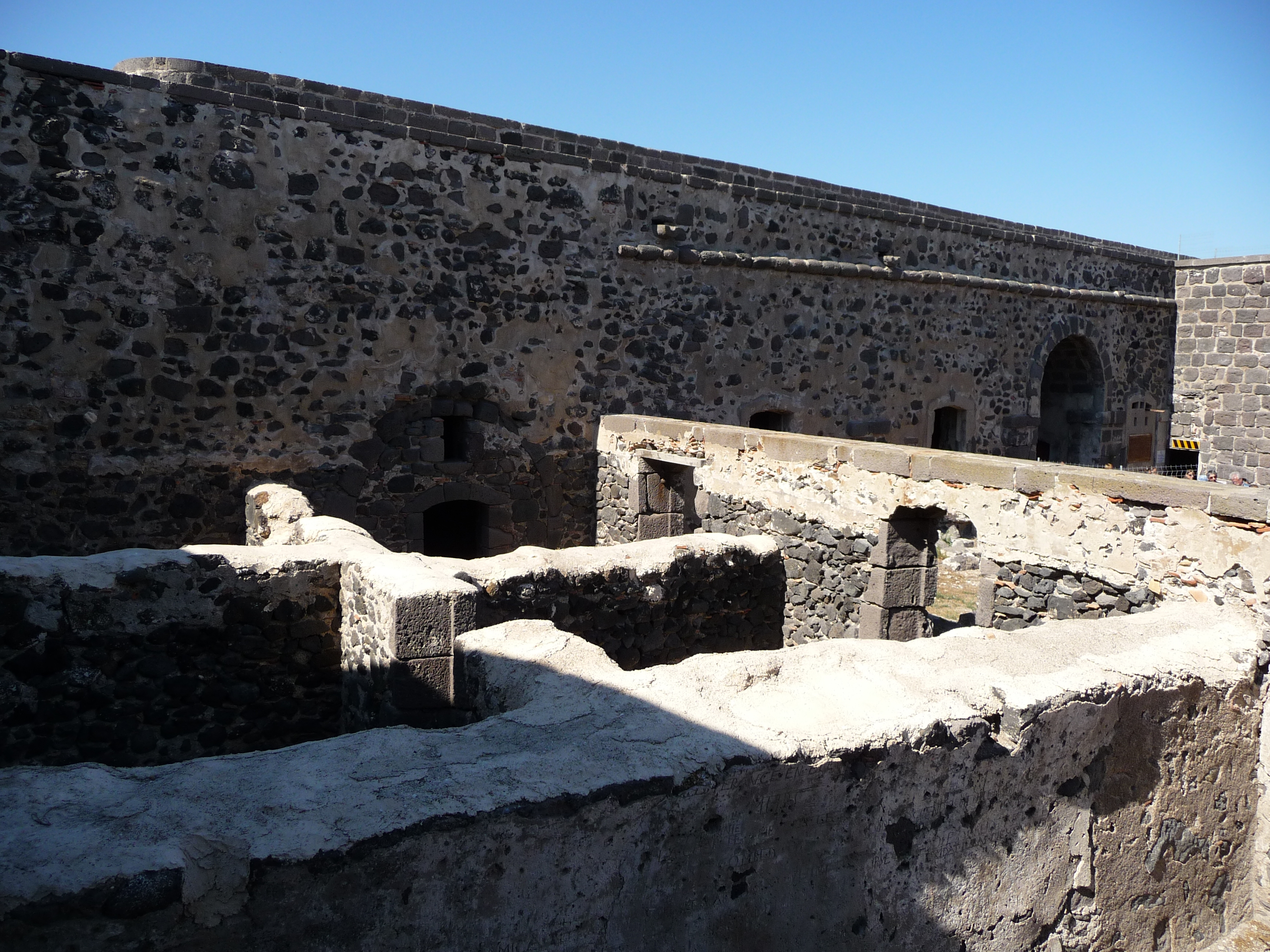
Oude cellen